# النوبة (طور الباحة)

تعديل مصدري - تعديل

النوبة هي إحدى قرى عزلة طور الباحة بمديرية طور الباحة التابعة لمحافظة لحج، بلغ تعداد سكانها 81 نسمة حسب تعداد اليمن لعام 2004.